# Kari Solem
Kari Solem Aune (* 1. Dezember 1974 in Trondheim, Norwegen) ist eine ehemalige norwegische Handballspielerin, die für die norwegische Nationalmannschaft auflief.

## Karriere

### Im Verein
Solem gehörte ab dem Jahr 1991 dem Kader der Damenmannschaft von Byåsen IL an. Mit Byåsen gewann sie 1991 den norwegischen Pokal sowie 1998 die norwegische Meisterschaft. In der Saison 1998/99 stand die Kreisläuferin beim deutschen Bundesligisten Borussia Dortmund unter Vertrag, mit dem sie deutscher Vizemeister wurde. Nachdem Solem anschließend ein Jahr pausiert hatte, lief sie in der Saison 2000/01 nochmals für Byåsen IL auf.

### In Auswahlmannschaften
Solem absolvierte vier Länderspiele für die norwegische Jugend- sowie 20 Partien für die norwegische Juniorinnennationalmannschaft. Sie bestritt am 31. Juli 1994 ihr Länderspieldebüt für die norwegische A-Nationalmannschaft gegen Schweden. Mit Norwegen belegte sie den dritten Platz bei der Europameisterschaft 1994, den vierten Platz bei der Weltmeisterschaft 1995, den vierten Platz bei den Olympischen Spielen 1996, den zweiten Platz bei der Europameisterschaft 1996 sowie den zweiten Platz bei der Weltmeisterschaft 1997.